# Спутник (премия, 2014)
18-я церемония вручения премии «Спутник» за заслуги в области кинематографа и телевидения за 2013 год состоялась 23 февраля 2014 года в Лос-Анджелесе, США. 2 декабря 2013 года International Press Academy объявила имена номинантов премии.

## Список лауреатов и номинантов
• Победители выделены отдельным цветом. 

### Кинофильмы
Количество наград/номинаций:
- 2/10: «12 лет рабства»
- 2/8: «Афера по-американски»
- 3/7: «Гравитация»
- 0/7: «Гонка»
- 1/6: «Внутри Льюина Дэвиса»
- 0/6: «Спасти мистера Бэнкса»
- 1/5: «Жасмин»
- 0/5: «Волк с Уолл-стрит», «Капитан Филлипс»
- 1/4: «Филомена»
- 0/4: «Не угаснет надежда»
- 2/3: «Небраска», «Великий Гэтсби»
- 0/3: «Пленницы», «Дворецкий», «Оз: Великий и Ужасный», «Жизнь Адель»
- 2/2: «Далласский клуб покупателей»
- 1/2: «Невидимая женщина»
- 0/2: «Август: Графство Осейдж», «Довольно слов», «Она», «Воровка книг», «Невероятная жизнь Уолтера Митти», «Семейка Крудс», «Холодное сердце»
- 1/1: «Ветер крепчает», «Чёрный плавник», «Разомкнутый круг»
- 0/1: «42», «Из пекла», «Место под соснами», «Уцелевший», «Перед полуночью», «Хоббит: Пустошь Смауга», «Короткий срок 12», «Гадкий я 2», «Элизиум — рай не на Земле», «Война миров Z», «Эрнест и Селестина: Приключения мышки и медведя», «Турбо», «Эпик», «Облачно, возможны осадки: Месть ГМО», «Университет монстров», «B двyх шагах от славы», «Яркий: Мортон Дауни младший», «Площадь», «Американское обещание», «Акт убийства», «Истории, которые мы рассказываем», «Город звука», «Вермеер Тима», «После Тиллера», «Охота», «Четыре угла», «Круги», «Ваджда», «Прошлое», «Великая красота», «Метрополис Манила», «Вифлеем»

| Категории                                | Фотографии лауреатов                                                                         | Лауреаты и номинанты                                                       |
| ---------------------------------------- | -------------------------------------------------------------------------------------------- | -------------------------------------------------------------------------- |
| Лучший фильм                             |                                                                                              | • «12 лет рабства»                                                         |
| Лучший фильм                             | • «Внутри Льюина Дэвиса»                                                                     |                                                                            |
| Лучший фильм                             | • «Филомена»                                                                                 |                                                                            |
| Лучший фильм                             | • «Афера по-американски»                                                                     |                                                                            |
| Лучший фильм                             | • «Гравитация»                                                                               |                                                                            |
| Лучший фильм                             | • «Капитан Филлипс»                                                                          |                                                                            |
| Лучший фильм                             | • «Волк с Уолл-стрит»                                                                        |                                                                            |
| Лучший фильм                             | • «Спасти мистера Бэнкса»                                                                    |                                                                            |
| Лучший фильм                             | • «Не угаснет надежда»                                                                       |                                                                            |
| Лучший фильм                             | • «Жасмин»                                                                                   |                                                                            |
| Лучшая режиссёрская работа               |                                                                                              | • Стив Маккуин — «12 лет рабства»                                          |
| Лучшая режиссёрская работа               | • Джоэл Коэн, Итан Коэн — «Внутри Льюина Дэвиса»                                             |                                                                            |
| Лучшая режиссёрская работа               | • Рон Ховард — «Гонка»                                                                       |                                                                            |
| Лучшая режиссёрская работа               | • Вуди Аллен — «Жасмин»                                                                      |                                                                            |
| Лучшая режиссёрская работа               | • Мартин Скорсезе — «Волк с Уолл-стрит»                                                      |                                                                            |
| Лучшая режиссёрская работа               | • Альфонсо Куарон — «Гравитация»                                                             |                                                                            |
| Лучшая режиссёрская работа               | • Пол Гринграсс — «Капитан Филлипс»                                                          |                                                                            |
| Лучшая режиссёрская работа               | • Дэвид О. Расселл — «Афера по-американски»                                                  |                                                                            |
| Лучшая мужская роль                      |                                                                                              | • Мэттью Макконахи — «Далласский клуб покупателей»                         |
| Лучшая мужская роль                      | • Том Хэнкс — «Капитан Филлипс»                                                              |                                                                            |
| Лучшая мужская роль                      | • Роберт Редфорд — «Не угаснет надежда»                                                      |                                                                            |
| Лучшая мужская роль                      | • Кристиан Бейл — «Афера по-американски»                                                     |                                                                            |
| Лучшая мужская роль                      | • Чиветел Эджиофор — «12 лет рабства»                                                        |                                                                            |
| Лучшая мужская роль                      | • Брюс Дерн — «Небраска»                                                                     |                                                                            |
| Лучшая мужская роль                      | • Форест Уитакер — «Дворецкий»                                                               |                                                                            |
| Лучшая мужская роль                      | • Леонардо Ди Каприо — «Волк с Уолл-стрит»                                                   |                                                                            |
| Лучшая женская роль                      |                                                                                              | • Кейт Бланшетт — «Жасмин»                                                 |
| Лучшая женская роль                      | • Мерил Стрип — «Август: Графство Осейдж»                                                    |                                                                            |
| Лучшая женская роль                      | • Джуди Денч — «Филомена»                                                                    |                                                                            |
| Лучшая женская роль                      | • Сандра Буллок — «Гравитация»                                                               |                                                                            |
| Лучшая женская роль                      | • Эми Адамс — «Афера по-американски»                                                         |                                                                            |
| Лучшая женская роль                      | • Джулия Луи-Дрейфус — «Довольно слов»                                                       |                                                                            |
| Лучшая женская роль                      | • Адель Экзаркопулос — «Жизнь Адель»                                                         |                                                                            |
| Лучшая женская роль                      | • Эмма Томпсон — «Спасти мистера Бэнкса»                                                     |                                                                            |
| Лучшая мужская роль второго плана        |                                                                                              | • Джаред Лето — «Далласский клуб покупателей»                              |
| Лучшая мужская роль второго плана        | • Джейк Джилленхол — «Пленницы»                                                              |                                                                            |
| Лучшая мужская роль второго плана        | • Харрисон Форд — «42»                                                                       |                                                                            |
| Лучшая мужская роль второго плана        | • Кейси Аффлек — «Из пекла»                                                                  |                                                                            |
| Лучшая мужская роль второго плана        | • Брэдли Купер — «Афера по-американски»                                                      |                                                                            |
| Лучшая мужская роль второго плана        | • Райан Гослинг — «Место под соснами»                                                        |                                                                            |
| Лучшая мужская роль второго плана        | • Майкл Фассбендер — «12 лет рабства»                                                        |                                                                            |
| Лучшая мужская роль второго плана        | • Том Хэнкс — «Спасти мистера Бэнкса»                                                        |                                                                            |
| Лучшая женская роль второго плана        |                                                                                              | • Джун Скуибб — «Небраска»                                                 |
| Лучшая женская роль второго плана        | • Джулия Робертс — «Август: Графство Осейдж»                                                 |                                                                            |
| Лучшая женская роль второго плана        | • Леа Сейду — «Жизнь Адель»                                                                  |                                                                            |
| Лучшая женская роль второго плана        | • Опра Уинфри — «Дворецкий»                                                                  |                                                                            |
| Лучшая женская роль второго плана        | • Лупита Нионго — «12 лет рабства»                                                           |                                                                            |
| Лучшая женская роль второго плана        | • Салли Хокинс — «Жасмин»                                                                    |                                                                            |
| Лучшая женская роль второго плана        | • Эмили Уотсон — «Воровка книг»                                                              |                                                                            |
| Лучшая женская роль второго плана        | • Дженнифер Лоуренсс — «Афера по-американски»                                                |                                                                            |
| Лучший актёрский ансамбль                |                                                                                              | • «Небраска»                                                               |
| Лучший оригинальный сценарий             |                                                                                              | • Дэвид О. Расселл, Эрик Уоррен Сингер — «Афера по-американски»            |
| Лучший оригинальный сценарий             | • Николь Холофсенер — «Довольно слов»                                                        |                                                                            |
| Лучший оригинальный сценарий             | • Джоэл Коэн, Итан Коэн — «Внутри Льюина Дэвиса»                                             |                                                                            |
| Лучший оригинальный сценарий             | • Вуди Аллен — «Жасмин»                                                                      |                                                                            |
| Лучший оригинальный сценарий             | • Спайк Джонз — «Она»                                                                        |                                                                            |
| Лучший оригинальный сценарий             | • Келли Марсел, Сью Смит — «Спасти мистера Бэнкса»                                           |                                                                            |
| Лучший адаптированный сценарий           |                                                                                              | • Джефф Поуп, Стив Куган — «Филомена»                                      |
| Лучший адаптированный сценарий           | • Билли Рэй — «Капитан Филлипс»                                                              |                                                                            |
| Лучший адаптированный сценарий           | • Питер Берг — «Уцелевший»                                                                   |                                                                            |
| Лучший адаптированный сценарий           | • Джон Ридли — «12 лет рабства»                                                              |                                                                            |
| Лучший адаптированный сценарий           | • Теренс Уинтер — «Волк с Уолл-стрит»                                                        |                                                                            |
| Лучший адаптированный сценарий           | • Итан Хоук, Жюли Дельпи, Ричард Линклейтер — «Перед полуночью»                              |                                                                            |
| Лучшая музыка                            |                                                                                              | • Стивен Прайс — «Гравитация»                                              |
| Лучшая музыка                            | • Александр Деспла — «Филомена»                                                              |                                                                            |
| Лучшая музыка                            | • Ханс Циммер — «12 лет рабства»                                                             |                                                                            |
| Лучшая музыка                            | • Arcade Fire — «Она»                                                                        |                                                                            |
| Лучшая музыка                            | • Теодор Шапиро — «Невероятная жизнь Уолтера Митти»                                          |                                                                            |
| Лучшая музыка                            | • Джон Уильямс — «Воровка книг»                                                              |                                                                            |
| Лучшая песня                             |                                                                                              | • Young and Beautiful — «Великий Гэтсби»                                   |
| Лучшая песня                             | • Let It Go — «Холодное сердце»                                                              |                                                                            |
| Лучшая песня                             | • I See Fire — «Хоббит: Пустошь Смауга»                                                      |                                                                            |
| Лучшая песня                             | • So You Know What It's Like — «Короткий срок 12»                                            |                                                                            |
| Лучшая песня                             | • Happy — «Гадкий я 2»                                                                       |                                                                            |
| Лучшая песня                             | • Please Mr. Kennedy — «Внутри Льюина Дэвиса»                                                |                                                                            |
| Лучший монтаж                            |                                                                                              | • Джей Кэссиди, Криспин Стратерс, Алан Баумгартен — «Афера по-американски» |
| Лучший монтаж                            | • Тельма Шунмейкер — «Волк с Уолл-стрит»                                                     |                                                                            |
| Лучший монтаж                            | • Гэри Роуч, Джоэль Кокс — «Пленницы»                                                        |                                                                            |
| Лучший монтаж                            | • Альфонсо Куарон, Марк Сангер — «Гравитация»                                                |                                                                            |
| Лучший монтаж                            | • Дэниэл П. Хэнли, Майк Хилл — «Гонка»                                                       |                                                                            |
| Лучший монтаж                            | • Джо Уокер — «12 лет рабства»                                                               |                                                                            |
| Лучшая операторская работа               |                                                                                              | • Брюно Дельбоннель — «Внутри Льюина Дэвиса»                               |
| Лучшая операторская работа               | • Роджер Дикинс — «Пленницы»                                                                 |                                                                            |
| Лучшая операторская работа               | • Эммануэль Любецки — «Гравитация»                                                           |                                                                            |
| Лучшая операторская работа               | • Шон Боббитт — «12 лет рабства»                                                             |                                                                            |
| Лучшая операторская работа               | • Стюарт Драйбёрг — «Невероятная жизнь Уолтера Митти»                                        |                                                                            |
| Лучшая операторская работа               | • Энтони Дод Мэнтл — «Гонка»                                                                 |                                                                            |
| Лучший звук (монтаж и микс)              |                                                                                              | • Гленн Фримантл, Нив Адири, Скип Ливси — «Гравитация»                     |
| Лучший звук (монтаж и микс)              | • Кристофер Скарабосио, Крэйг Берки, Дэйв Уайтхэд, Дэвид Хасби — «Элизиум — рай не на Земле» |                                                                            |
| Лучший звук (монтаж и микс)              | • Брэндон Проктор, Ричард Хаймнс, Стив Боддекер — «Не угаснет надежда»                       |                                                                            |
| Лучший звук (монтаж и микс)              | • Дэнни Хамбрук, Фрэнк Круз, Маркус Стемлер — «Гонка»                                        |                                                                            |
| Лучший звук (монтаж и микс)              | • Игорь Николич, Пол Армсон, Скип Ливси — «Внутри Льюина Дэвиса»                             |                                                                            |
| Лучший звук (монтаж и микс)              | • Крис Бардон, Марк Тэйлор, Оливер Тарни — «Капитан Филлипс»                                 |                                                                            |
| Лучшая работа художника                  |                                                                                              | • Беверли Данн, Кэтрин Мартин — «Великий Гэтсби»                           |
| Лучшая работа художника                  | • Мария Джуркович, Татьяна Макдональд — «Невидимая женщина»                                  |                                                                            |
| Лучшая работа художника                  | • Лорен Э. Полицци, Майкл Коренблит — «Спасти мистера Бэнкса»                                |                                                                            |
| Лучшая работа художника                  | • Диана Ледерман, Тим Галвин — «Дворецкий»                                                   |                                                                            |
| Лучшая работа художника                  | • Марк Дигби, Патрик Рольф — «Гонка»                                                         |                                                                            |
| Лучшая работа художника                  | • Нэнси Хайг, Роберт Стромберг — «Оз: Великий и Ужасный»                                     |                                                                            |
| Лучший дизайн костюмов                   |                                                                                              | • Майкл О'Коннор — «Невидимая женщина»                                     |
| Лучший дизайн костюмов                   | • Джулиан Дэй — «Гонка»                                                                      |                                                                            |
| Лучший дизайн костюмов                   | • Кэтрин Мартин — «Великий Гэтсби»                                                           |                                                                            |
| Лучший дизайн костюмов                   | • Дэниэл Орланди — «Спасти мистера Бэнкса»                                                   |                                                                            |
| Лучший дизайн костюмов                   | • Патриция Норрис — «12 лет рабства                                                          |                                                                            |
| Лучший дизайн костюмов                   | • Гэри Джонс — «Оз: Великий и Ужасный»                                                       |                                                                            |
| Лучшие визуальные эффекты                |                                                                                              | • Тим Веббер, Крис Лоуренс, Дэвид Ширк, Нил Корболд — «Гравитация»         |
| Лучшие визуальные эффекты                | • Эндрю Р. Джонс, Джессика Норман, Мэтт Джонсон, Скотт Фаррар — «Война миров Z»              |                                                                            |
| Лучшие визуальные эффекты                | • Джим Швальм, Скотт Стокдайк, Трой Салиба — «Оз: Великий и Ужасный»                         |                                                                            |
| Лучшие визуальные эффекты                | • Маркус Маннинен, Мэтт Баер — «Семейка Крудс»                                               |                                                                            |
| Лучшие визуальные эффекты                | • Антуан Мулинэ, Джоди Джонсон, Марк Ходжкинс — «Гонка»                                      |                                                                            |
| Лучшие визуальные эффекты                | • Брэндон О'Дэлл, Колин Дэвис, Боб Мунро — «Не угаснет надежда»                              |                                                                            |
| Лучший полнометражный анимационный фильм |                                                                                              | • «Ветер крепчает»                                                         |
| Лучший полнометражный анимационный фильм | • «Эрнест и Селестина: Приключения мышки и медведя»                                          |                                                                            |
| Лучший полнометражный анимационный фильм | • «Турбо»                                                                                    |                                                                            |
| Лучший полнометражный анимационный фильм | • «Семейка Крудс»                                                                            |                                                                            |
| Лучший полнометражный анимационный фильм | • «Холодное сердце»                                                                          |                                                                            |
| Лучший полнометражный анимационный фильм | • «Эпик»                                                                                     |                                                                            |
| Лучший полнометражный анимационный фильм | • «Облачно, возможны осадки: Месть ГМО»                                                      |                                                                            |
| Лучший полнометражный анимационный фильм | • «Университет монстров»                                                                     |                                                                            |
| Лучший документальный фильм              |                                                                                              | • «Черный плавник»                                                         |
| Лучший документальный фильм              | • «B двyх шагах от славы»                                                                    |                                                                            |
| Лучший документальный фильм              | • «Яркий: Мортон Дауни младший»                                                              |                                                                            |
| Лучший документальный фильм              | • «Площадь»                                                                                  |                                                                            |
| Лучший документальный фильм              | • «Американское обещание»                                                                    |                                                                            |
| Лучший документальный фильм              | • «Акт убийства»                                                                             |                                                                            |
| Лучший документальный фильм              | • «Истории, которые мы рассказываем»                                                         |                                                                            |
| Лучший документальный фильм              | • «Город звука»                                                                              |                                                                            |
| Лучший документальный фильм              | • «Вермеер Тима»                                                                             |                                                                            |
| Лучший документальный фильм              | • «После Тиллера»                                                                            |                                                                            |
| Лучший фильм на иностранном языке        |                                                                                              | • Бельгия — «Разомкнутый круг»                                             |
| Лучший фильм на иностранном языке        | • Дания — «Охота»                                                                            |                                                                            |
| Лучший фильм на иностранном языке        | • Франция — «Жизнь Адель»                                                                    |                                                                            |
| Лучший фильм на иностранном языке        | • ЮАР — «Четыре угла»                                                                        |                                                                            |
| Лучший фильм на иностранном языке        | • Сербия — «Круги»                                                                           |                                                                            |
| Лучший фильм на иностранном языке        | • Саудовская Аравия — «Ваджда»                                                               |                                                                            |
| Лучший фильм на иностранном языке        | • Иран — «Прошлое»                                                                           |                                                                            |
| Лучший фильм на иностранном языке        | • Италия — «Великая красота»                                                                 |                                                                            |
| Лучший фильм на иностранном языке        | • Великобритания — «Метрополис Манила»                                                       |                                                                            |
| Лучший фильм на иностранном языке        | • Израиль — «Вифлеем»                                                                        |                                                                            |

### Телевизионные награды
Количество наград/номинаций:
- 4/5: «Оранжевый — хит сезона»
- 3/4: «Во все тяжкие»
- 1/4: «Карточный домик»
- 1/3: «За канделябрами», «Танцы на грани», «Вершина озера», «Игра престолов»
- 0/3: «Последнее танго в Галифаксе», «Мастера секса», «Исправлять ошибки», «Не те парни», «Фил Спектор», «Конец парада», «Бертон и Тейлор», «Безумцы», «Американцы», «Американская история ужасов»
- 1/2: «Альфа-дом»
- 0/2: «Мотель Бейтс», «Тёмное дитя», «Теория Большого взрыва», «Бруклин 9-9», «Вице-президент», «Просветлённая», «Новенькая», «Эта страшная буква "Р"», «Бонни и Клайд», «Сестра Джеки»
- 0/1: «Родина», «Аббатство Даунтон», «Хорошая жена», «Записки юного врача», «Американская семейка», «Наши матери, наши отцы», «Белая королева», «Город гангстеров», «Стрела», «Ходячие мертвецы», «Однажды в сказке», «Агенты Щ.И.Т.», «Гримм», «На зов скорби», «Сверхъестественное», «Новости», «Убийство на пляже», «Обитель лжи», «Девчонки», «Парки и зоны отдыха», «Замедленное развитие», «Зови меня сумасшедшим», «Убийство», «Рэй Донован», «Сыны анархии», «Вызовите акушерку»

| Категории                                                               | Фотографии лауреатов                            | Лауреаты и номинанты                        |
| ----------------------------------------------------------------------- | ----------------------------------------------- | ------------------------------------------- |
| Лучший телевизионный сериал (драма)                                     |                                                 | • «Во все тяжкие»                           |
| Лучший телевизионный сериал (драма)                                     | • «Последнее танго в Галифаксе»                 |                                             |
| Лучший телевизионный сериал (драма)                                     | • «Безумцы»                                     |                                             |
| Лучший телевизионный сериал (драма)                                     | • «Американцы»                                  |                                             |
| Лучший телевизионный сериал (драма)                                     | • «Мастера секса»                               |                                             |
| Лучший телевизионный сериал (драма)                                     | • «Родина»                                      |                                             |
| Лучший телевизионный сериал (драма)                                     | • «Аббатство Даунтон»                           |                                             |
| Лучший телевизионный сериал (драма)                                     | • «Хорошая жена»                                |                                             |
| Лучший телевизионный сериал (драма)                                     | • «Карточный домик»                             |                                             |
| Лучший телевизионный сериал (драма)                                     | • «Исправлять ошибки»                           |                                             |
| Лучший телевизионный сериал (комедия или мюзикл)                        |                                                 | • «Оранжевый — хит сезона»                  |
| Лучший телевизионный сериал (комедия или мюзикл)                        | • «Записки юного врача»                         |                                             |
| Лучший телевизионный сериал (комедия или мюзикл)                        | • «Американская семейка»                        |                                             |
| Лучший телевизионный сериал (комедия или мюзикл)                        | • «Бруклин 9-9»                                 |                                             |
| Лучший телевизионный сериал (комедия или мюзикл)                        | • «Просветлённая»                               |                                             |
| Лучший телевизионный сериал (комедия или мюзикл)                        | • «Вице-президент»                              |                                             |
| Лучший телевизионный сериал (комедия или мюзикл)                        | • «Не те парни»                                 |                                             |
| Лучший телевизионный сериал (комедия или мюзикл)                        | • «Альфа-дом»                                   |                                             |
| Лучший телевизионный сериал (комедия или мюзикл)                        | • «Теория Большого взрыва»                      |                                             |
| Лучший мини-сериал или телефильм                                        |                                                 | • «Танцы на грани»                          |
| Лучший мини-сериал или телефильм                                        | • «Конец парада»                                |                                             |
| Лучший мини-сериал или телефильм                                        | • «Наши матери, наши отцы»                      |                                             |
| Лучший мини-сериал или телефильм                                        | • «Белая королева»                              |                                             |
| Лучший мини-сериал или телефильм                                        | • «Бертон и Тейлор»                             |                                             |
| Лучший мини-сериал или телефильм                                        | • «Город гангстеров»                            |                                             |
| Лучший мини-сериал или телефильм                                        | • «Вершина озера»                               |                                             |
| Лучший мини-сериал или телефильм                                        | • «За канделябрами»                             |                                             |
| Лучший мини-сериал или телефильм                                        | • «Фил Спектор»                                 |                                             |
| Лучший мини-сериал или телефильм                                        | • «Эта страшная буква "Р"»                      |                                             |
| Лучший жанровый сериал (Best Genre Series)                              |                                                 | • «Игра престолов»                          |
| Лучший жанровый сериал (Best Genre Series)                              | • «Американская история ужасов»                 |                                             |
| Лучший жанровый сериал (Best Genre Series)                              | • «Стрела»                                      |                                             |
| Лучший жанровый сериал (Best Genre Series)                              | • «Ходячие мертвецы»                            |                                             |
| Лучший жанровый сериал (Best Genre Series)                              | • «Однажды в сказке»                            |                                             |
| Лучший жанровый сериал (Best Genre Series)                              | • «Агенты Щ.И.Т.»                               |                                             |
| Лучший жанровый сериал (Best Genre Series)                              | • «Гримм»                                       |                                             |
| Лучший жанровый сериал (Best Genre Series)                              | • «Тёмное дитя»                                 |                                             |
| Лучший жанровый сериал (Best Genre Series)                              | • «На зов скорби»                               |                                             |
| Лучший жанровый сериал (Best Genre Series)                              | • «Сверхъестественное»                          |                                             |
| Лучший актёр в драматическом телесериале                                |                                                 | • Брайан Крэнстон — «Во все тяжкие»         |
| Лучший актёр в драматическом телесериале                                | • Джон Хэмм — «Безумцы»                         |                                             |
| Лучший актёр в драматическом телесериале                                | • Эден Янг — «Исправлять ошибки»                |                                             |
| Лучший актёр в драматическом телесериале                                | • Майкл Шин — «Мастера секса»                   |                                             |
| Лучший актёр в драматическом телесериале                                | • Дерек Джекоби — «Последнее танго в Галифаксе» |                                             |
| Лучший актёр в драматическом телесериале                                | • Джефф Дэниэлс — «Новости»                     |                                             |
| Лучший актёр в драматическом телесериале                                | • Кевин Спейси — «Карточный домик»              |                                             |
| Лучший актёр в драматическом телесериале                                | • Фредди Хаймор — «Мотель Бейтс»                |                                             |
| Лучшая актриса в драматическом телесериале                              |                                                 | • Робин Райт — «Карточный домик»            |
| Лучшая актриса в драматическом телесериале                              | • Кери Расселл — «Американцы»                   |                                             |
| Лучшая актриса в драматическом телесериале                              | • Вера Фармига — «Мотель Бейтс»                 |                                             |
| Лучшая актриса в драматическом телесериале                              | • Энн Рейд — «Последнее танго в Галифаксе»      |                                             |
| Лучшая актриса в драматическом телесериале                              | • Оливия Колман — «Убийство на пляже»           |                                             |
| Лучшая актриса в драматическом телесериале                              | • Лиззи Каплан — «Мастера секса»                |                                             |
| Лучшая актриса в драматическом телесериале                              | • Татьяна Маслани — «Тёмное дитя»               |                                             |
| Лучшая актриса в драматическом телесериале                              | • Эбигейл Спенсер — «Исправлять ошибки»         |                                             |
| Лучший актёр в телесериале (комедия или мюзикл)                         |                                                 | • Джон Гудмен — «Альфа-дом»                 |
| Лучший актёр в телесериале (комедия или мюзикл)                         | • Джейк Джонсон — «Новенькая»                   |                                             |
| Лучший актёр в телесериале (комедия или мюзикл)                         | • Джим Парсонс — «Теория Большого взрыва»       |                                             |
| Лучший актёр в телесериале (комедия или мюзикл)                         | • Джеймс Корден — «Не те парни»                 |                                             |
| Лучший актёр в телесериале (комедия или мюзикл)                         | • Дон Чидл — «Обитель лжи»                      |                                             |
| Лучший актёр в телесериале (комедия или мюзикл)                         | • Андре Брауэр — «Бруклин 9-9»                  |                                             |
| Лучший актёр в телесериале (комедия или мюзикл)                         | • Мэтью Бэйнтон — «Не те парни»                 |                                             |
| Лучшая актриса в телесериале (комедия или мюзикл)                       |                                                 | • Тейлор Шиллинг — «Оранжевый — хит сезона» |
| Лучшая актриса в телесериале (комедия или мюзикл)                       | • Лина Данэм — «Девчонки»                       |                                             |
| Лучшая актриса в телесериале (комедия или мюзикл)                       | • Джулия Луи-Дрейфус — «Вице-президент»         |                                             |
| Лучшая актриса в телесериале (комедия или мюзикл)                       | • Лора Дерн — «Просветлённая»                   |                                             |
| Лучшая актриса в телесериале (комедия или мюзикл)                       | • Эми Полер — «Парки и зоны отдыха»             |                                             |
| Лучшая актриса в телесериале (комедия или мюзикл)                       | • Зоуи Дешанель — «Новенькая»                   |                                             |
| Лучшая актриса в телесериале (комедия или мюзикл)                       | • Джессика Уолтер — «Замедленное развитие»      |                                             |
| Лучшая актриса в телесериале (комедия или мюзикл)                       | • Эди Фалко — «Сестра Джеки»                    |                                             |
| Лучший актёр в мини-сериале или телефильме                              |                                                 | • Майкл Дуглас — «За канделябрами»          |
| Лучший актёр в мини-сериале или телефильме                              | • Мэтт Деймон — «За канделябрами»               |                                             |
| Лучший актёр в мини-сериале или телефильме                              | • Бенедикт Камбербэтч — «Конец парада»          |                                             |
| Лучший актёр в мини-сериале или телефильме                              | • Мэттью Гуд — «Танцы на грани»                 |                                             |
| Лучший актёр в мини-сериале или телефильме                              | • Чиветел Эджиофор — «Танцы на грани»           |                                             |
| Лучший актёр в мини-сериале или телефильме                              | • Питер Маллан — «Вершина озера»                |                                             |
| Лучший актёр в мини-сериале или телефильме                              | • Аль Пачино — «Фил Спектор»                    |                                             |
| Лучший актёр в мини-сериале или телефильме                              | • Доминик Уэст — «Бертон и Тейлор»              |                                             |
| Лучшая актриса в мини-сериале или телефильме                            |                                                 | • Элизабет Мосс — «Вершина озера»           |
| Лучшая актриса в мини-сериале или телефильме                            | • Холлидей Грейнджер — «Бонни и Клайд»          |                                             |
| Лучшая актриса в мини-сериале или телефильме                            | • Джессика Лэнг — «Американская история ужасов» |                                             |
| Лучшая актриса в мини-сериале или телефильме                            | • Хелен Миррен — «Фил Спектор»                  |                                             |
| Лучшая актриса в мини-сериале или телефильме                            | • Ребекка Холл — «Конец парада»                 |                                             |
| Лучшая актриса в мини-сериале или телефильме                            | • Лора Линни — «Эта страшная буква "Р"»         |                                             |
| Лучшая актриса в мини-сериале или телефильме                            | • Хелена Бонэм Картер — «Бертон и Тейлор»       |                                             |
| Лучшая актриса в мини-сериале или телефильме                            | • Мелисса Лео — «Зови меня сумасшедшим»         |                                             |
| Лучший актёр второго плана в телесериале, мини-сериале или телефильме   |                                                 | • Аарон Пол — «Во все тяжкие»               |
| Лучший актёр второго плана в телесериале, мини-сериале или телефильме   | • Джеймс Волк — «Безумцы»                       |                                             |
| Лучший актёр второго плана в телесериале, мини-сериале или телефильме   | • Николай Костер-Вальдау — «Игра престолов»     |                                             |
| Лучший актёр второго плана в телесериале, мини-сериале или телефильме   | • Питер Сарсгаард — «Убийство»                  |                                             |
| Лучший актёр второго плана в телесериале, мини-сериале или телефильме   | • Джон Войт — «Рэй Донован»                     |                                             |
| Лучший актёр второго плана в телесериале, мини-сериале или телефильме   | • Уильям Хёрт — «Бонни и Клайд»                 |                                             |
| Лучший актёр второго плана в телесериале, мини-сериале или телефильме   | • Джимми Смитс — «Сыны анархии»                 |                                             |
| Лучший актёр второго плана в телесериале, мини-сериале или телефильме   | • Кори Столл — «Карточный домик»                |                                             |
| Лучшая актриса второго плана в телесериале, мини-сериале или телефильме |                                                 | • Лора Препон — «Оранжевый — хит сезона»    |
| Лучшая актриса второго плана в телесериале, мини-сериале или телефильме | • Анна Ганн — «Во все тяжкие»                   |                                             |
| Лучшая актриса второго плана в телесериале, мини-сериале или телефильме | • Эмилия Кларк — «Игра престолов»               |                                             |
| Лучшая актриса второго плана в телесериале, мини-сериале или телефильме | • Узо Адуба — «Оранжевый — хит сезона»          |                                             |
| Лучшая актриса второго плана в телесериале, мини-сериале или телефильме | • Мерритт Уивер — «Сестра Джеки»                |                                             |
| Лучшая актриса второго плана в телесериале, мини-сериале или телефильме | • Марго Мартиндейл — «Американцы»               |                                             |
| Лучшая актриса второго плана в телесериале, мини-сериале или телефильме | • Джуди Парфитт — «Вызовите акушерку»           |                                             |
| Лучшая актриса второго плана в телесериале, мини-сериале или телефильме | • Кэти Бэйтс — «Американская история ужасов»    |                                             |
| Лучший актёрский состав в телесериале                                   |                                                 | • «Оранжевый — хит сезона»                  |